# Emblema della Repubblica Socialista Federativa Sovietica Transcaucasica
L'emblema della Repubblica Socialista Federativa Sovietica Transcaucasica fu, nelle sue diverse versioni, l'emblema ufficiale della Repubblica Socialista Federativa Sovietica Transcaucasica, stato facente parte dell'Unione Sovietica, dal 1922 fino al 1936, anno in cui lo stato si dissolse.

## Simbologia
Analogo a quelli di molte altre repubbliche sovietiche, anche l'emblema della Repubblica Sovietica di Transcaucasia si caratterizza per la presenza di numerosi riferimenti tipici dell'araldica socialista: una grande falce e martello dorata campeggia al centro dello stemma, sormontata da una stella rossa a cinque punte (simbolicamente la vittoria del comunismo sui cinque continenti). Sullo sfondo, un sole nascente irradia i suoi raggi ed indica il futuro glorioso del proletariato internazionale, levandosi al di sopra della sagoma stilizzata di una montagna, simboleggiante la catena del Caucaso, principale elemento orografico della regione.
Ai piedi della montagna sono situati degli elementi richiamanti la vocazione agricola della Repubblica (spighe di grano dorate, batuffoli di cotone, pannocchie di granturco e grappoli d'uva), che in senso più ampio costituiscono simboli di ricchezza e prosperità materiale tipici degli stemmi sovietici. Ai lati di questi riferimenti vegetali compaiono una fabbrica (riconoscibile dalle caratteristiche ciminiere) sulla sinistra ed due torri di perforazione petrolifere, che indicano il progresso industriale.
A contornare l'emblema è posto un bordo rosso chiuso (elemento questo che distingue lo stemma da numerosi altri emblemi comunisti, spesso aperti), al cui interno è trascritto l'acronimo del nome ufficiale della Repubblica (ZSFSR) nei quattro lingue georgiana, russa, armena e azera (quest'ultima scritta è traslitterata in alfabeto latino). Alla base dell'emblema una fascia dorata riporta il motto ufficiale dell'Unione Sovietica "Proletari di tutti i paesi, unitevi!" in lingua russa (Пролетарии всех стран, соединяйтесь!, Pralietaryi ŭsich krain jadnajciesia!).

## Storia

Prima versione dello stemma, adottata fra il in uso fino al 1923

La nascita della Repubblica Socialista Federativa Sovietica Transcaucasica nel 1922 fu susseguita dall'adozione di un emblema ufficiale per il nuovo stato costituente dell'Unione Sovietica. La prima versione dell'emblema, adottata il 12 marzo di quell'anno, si prefisse di incorporare elementi tratti dagli stemmi delle tre precedenti repubbliche causasiche, ora confluite nella nuova nazione. In particolare, si contraddistingueva per la raffigurazione di una mezzaluna rivolta verso l'alto (caso unico fra gli emblemi sovietici di inserimento di un simbolo di ispirazione musulmana, in questo caso tratto dallo stemma della RSS Azera), posta al di sotto di una falce e martello dorata e, sullo sfondo, una catena montuosa stilizzata (elemento richiamante l'emblema della RSS Armena). L'adozione di un caratteristico bordo dalla forma stellata venne invece mutuata dallo stemma della RSS Georgiana.
Dopo solo un anno dalla sua adozione, il disegno centrale dell'emblema venne modificato: venne eliminata la mezzaluna e si ebbe l'inserimento del paesaggio industriale e petrolifero, oltre ai riferimenti alla produzione agricola e il simbolo socialista del sole nascente; vennero invece conservati la sagoma montuosa sullo sfondo ed il bordo stellato. Quest'ultimo venne modificato in una successiva versione dell'emblema datata 1924 ed ufficialmente adottata dalla costituzione approvata l'11 aprile 1925, sostituito con un bordo rosso nel quale oltre al motto ufficiale sovietico (posto alla base) compariva l'acronimo del nome dello stato, trascritto nelle quattro lingue russa, armena, georgiana ed azera. La trascrizione di quest'ultima sarà poi modificata in alfabeto latino nel 1930.
L'emblema sopravvisse senza ulteriori variazioni fino al 1936, anno nel quale la RSS Transcaucasica sarà ufficialmente sciolta e rimpiazzata dalle tre repubbliche sovietiche caucasiche, rese ora ufficialmente autonome l'una dall'altra. Elementi dell'emblema transcaucasico vennero poi mantenuti in quelli delle repubbliche autonome, che ad esso li avevano prestati (il monte Ararat per le RSSA Armena e Georgiana, la torre di trivellazione petrolifera per quella Azera).

## Galleria d'immagini

Versione in uso dal 1923 al 1924
Versione in uso dal 1924 al 1930
Emblema della RSSA Armena
Emblema della RSSA Azera
Emblema della RSSA Georgiana